# أزمة أمريكا الوسطى
بدأت أزمة أمريكا الوسطى في أواخر السبعينيات، عندما اندلعت الحروب الأهلية والثورات الشيوعية الكبرى في بلدان مختلفة في أمريكا الوسطى، مما جعلها أكثر مناطق العالم تقلبًا من حيث التغيير الاجتماعي والاقتصادي.على وجه الخصوص، كانت الولايات المتحدة تخشى أن تؤدي انتصارات القوات الشيوعية إلى عزل أمريكا الجنوبية عن الولايات المتحدة إذا تم الإطاحة بحكومات دول أمريكا الوسطى وتثبيت الحكومات الشيوعية الموالية للسوفيت مكانها. خلال هذه الحروب الأهلية، سعت الولايات المتحدة إلى تحقيق مصالحها من خلال دعم الحكومات اليمينية، التي كانت مدعومة من قبل طبقات النخبة، ضد العصابات اليسارية، الذين دعمهم الفلاحون والطبقة العاملة.
في أعقاب الحرب العالمية الثانية واستمرارها حتى الستينيات والسبعينيات من القرن الماضي، تغير المشهد الاقتصادي لأمريكا اللاتينية بشكل جذري. كان لدى كل من المملكة المتحدة والولايات المتحدة مصالح سياسية واقتصادية في أمريكا اللاتينية، التي تطور اقتصادها على أساس التبعية الخارجية.[3] بدلاً من الاعتماد فقط على التصدير الزراعي، عزز هذا النظام الجديد التنمية الداخلية واعتمد على الأسواق الإقليمية المشتركة، ورأس المال المصرفي، وأسعار الفائدة، والضرائب، ورأس المال المتنامي على حساب العمالة وطبقة الفلاحين. كانت أزمة أمريكا الوسطى، جزئيا، رد فعل من قبل الأعضاء الأكثر تهميشًا في مجتمع أمريكا اللاتينية على حيازة الأراضي غير العادلة، وإكراه العمال، والتمثيل السياسي غير المتكافئ. سيطرت ملكية الأرض على المشهد الاقتصادي والسياسي للمنطقة، مما أعطى الشركات الكبيرة تأثيرًا كبيرًا على المنطقة ودفع المزارعين الذين كانوا مكتفين ذاتيًا سابقًا وعمال الطبقة الدنيا إلى المصاعب.

## بلدان

### نيكاراغوا
أطاحت جبهة التحرير الوطني الساندينية (FSLN) بدكتاتورية سوموزا التي استمرت 46 عامًا في عام 1979. ومع ذلك، عارضت الولايات المتحدة ثورة نيكاراغوا بسبب تعاطف الجبهة الساندينية الشيوعية ودعم كوبا كاسترو، ودعمت الجناح المناهض لليسار.تمرد معاد للثورة ضد الحكومة الساندينية.

### السلفادور

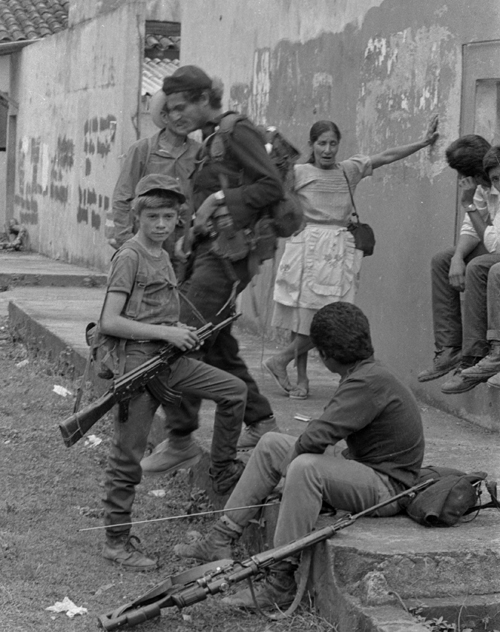
مقاتلو فارابوندو مارتي للتحرير الوطني بيركوين 1990 ؛ بعد فترة وجيزة خلال معركة وسط دوامة من العنف تسببت في سقوط أكثر من 75000 ضحية من المدنيين.

قاتلت بين الحكومة التي يقودها الجيش في السلفادور وجبهة فارابوندو مارتي للتحرير الوطني، وهي ائتلاف أو منظمة جامعة من خمس ميليشيات يسارية.على مدار السبعينيات، كانت التوترات والعنف موجودة بالفعل، قبل اندلاع الحرب الأهلية بالكامل.
دعمت الولايات المتحدة الحكومة العسكرية السلفادورية وزودتها بأربعة مليارات دولار، ودربت نخبها العسكرية، وزودتها بالسلاح على مدى عقد من الزمان.[5]  كما دعمت إسرائيل بنشاط القوات الحكومية وكانت أكبر مورد للأسلحة في السلفادور من 1970 إلى 1976. انتهى الصراع في أوائل التسعينيات.قُتل ما بين 75000 و90.000 شخص خلال الحرب.

### غواتيمالا

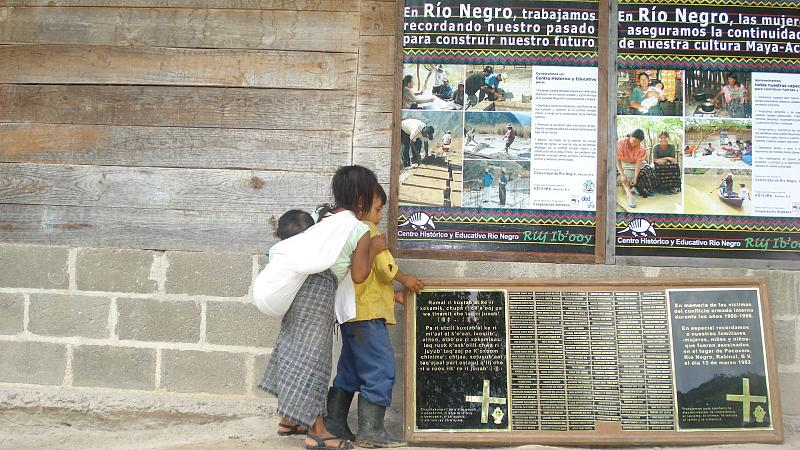
نصب تذكاري لضحايا مجازر ريو نيغرو

بعد الانقلاب المدعوم من وكالة المخابرات المركزية والذي أطاح بجاكوبو أربينز في عام 1954،نشبت حرب أهلية في غواتيمالا بين عامي 1962 و1996.  في غواتيمالا، كانت القوات المسلحة المتمردة (FAR) التي تقاتل ضد الحكومة متمركزة في المناطق الريفية حصريًا، وكانت تتألف من عدد كبير من الفلاحين والسكان الأصليين.لقد أداروا عملية متعددة الأوجه وقادوا نضالًا جماهيريًا مسلحًا ذا طابع قومي. شهدت غواتيمالا زيادة في العنف في أواخر السبعينيات، تميزت بمذبحة بانزوس عام 1978.في عام 1982،اتحدت مجموعات حرب العصابات المنبعثة من جديد في الوحدة الثورية الوطنية الغواتيمالية.
يُنظر على نطاق واسع إلى رئاسة إفراين ريوس مونت – 1982-1983)،والتي نفذ خلالها إستراتيجية أطلق عليها اسم «الفاصوليا والرصاص» نقطة تحول الحرب.وقعت الحكومة الغواتيمالية والمقاتلون الضعفاء بشدة اتفاقية سلام في ديسمبر 1996،منهية الحرب.مات أكثر من 200000 شخص على مدار الحرب الأهلية، واستهدف بشكل غير متناسب السكان الأصليون من قبل جيش ريوس مونت بقيادة الجيش. في 10 مايو 2013،أُدين ريوس مونت بارتكاب جريمة الإبادة الجماعية وحُكم عليه بالسجن 80 عامًا.

### هندوراس
بدخولها إلى أزمة أمريكا الوسطى، عانت هندوراس من انقلابات مستمرة وديكتاتوريات عسكرية.وبالتالي، بحلول الثمانينيات من القرن الماضي، بدأت البلاد ببطء عملية التدهور من حيث التجارة، واستمرار المشاكل مع السوق المشتركة لأمريكا الوسطى، وتراجع الاحتياطيات المالية الدولية، وانخفاض الرواتب، وزيادة البطالة والعمالة الناقصة. كانت هندوراس،مثل السلفادور، تعتمد بشكل متزايد على المساعدة الاقتصادية من الولايات المتحدة. ومع ذلك، فشلت الجهود المبذولة لبدء الثورة، حيث لم تكن هناك محاولات كبيرة أكثر من أعمال المجموعة شبه العسكرية التابعة لحركة التحرير الشعبية - سينكونيرو وغيرها من المنظمات.كان هذا بسبب الإصلاح العسكري لحكومات المجلس العسكري في الستينيات والسبعينيات من القرن الماضي بقيادة أوزوالدو لوبيز أريلانو وخوان ألبرتو ميلغار.
ومع ذلك، فإن المخاوف من انتشار الحروب الأهلية التي تعصف بجيرانها إلى البلاد أدت إلى مقتل وتعذيب واختفاء أي فرد تم تحديده على أنه منشق، بقيادة كتيبة الموت في جيش هندوراس، كتيبة 3-16،والتي تلقت تدريبات ودعمًا من قبل الجيش الهندوراسي.وكالة المخابرات المركزية للولايات المتحدة.أصبحت هندوراس قاعدة رئيسية لاستجابة إدارة ريغان للأزمة، مما جعل أراضي هندوراس قاعدة عسكرية أمريكية ضخمة للحفاظ على السيطرة العسكرية في أمريكا الوسطى.
أجرت القوات الأمريكية تدريبات عسكرية كبيرة في هندوراس خلال الثمانينيات ودربت الآلاف من السلفادوريين في البلاد. كما استضافت الأمة قواعد لنيكاراغوا الكونترا.في عام 1986،بدأوا في رؤية نزاعات مسلحة على الحدود مع نيكاراغوا، والتي انتهت بقصف جوي لمدينتين في نيكاراغوا من قبل سلاح الجو الهندوراسي.بحلول عام 1998،ترك إعصار ميتش أكثر من مليوني هندوراس بدون منزل أو وظيفة، وهو جزء كبير من البنية التحتية التي تضررت تمامًا، مما دفع هندوراس إلى مزيد من الفقر.

## رد الولايات المتحدة
- عملية كوندور
- مبادرة حوض الكاريبي
- قوافل المهاجرين من أمريكا الوسطى
- عقيدة ريغان
- التدخلات الخارجية للولايات المتحدة
- تورط الولايات المتحدة في تغيير النظام في أمريكا اللاتينية
- العلاقات بين أمريكا اللاتينية والولايات المتحدة
- أزمة زاباتيستا

## ميراث
بحلول أواخر الثمانينيات، نفذت السلفادور وغواتيمالا وهندوراس إصلاحات دفعت اقتصاداتها إلى النموذج النيوليبرالي،مثل خصخصة الشركات الحكومية، وتحرير التجارة، وإضعاف قوانين العمل، وزيادة ضرائب الاستهلاك في محاولات لتحقيق الاستقرار في اقتصاداتها. اعتبارًا من 2020،لا يزال العنف يسود أمريكا الوسطى. من الإرث المشترك لأزمة أمريكا الوسطى تهجير وتدمير مجتمعات السكان الأصليين، خاصة في غواتيمالا حيث تم اعتبارهم من المؤيدين المحتملين لكل من الحكومة وقوات حرب العصابات.

## جهود السلام
شكلت العديد من دول أمريكا اللاتينية مجموعة كونتادورا للعمل من أجل حل حروب المنطقة.في وقت لاحق، نجح الرئيس الكوستاريكي أوسكار أرياس في إقناع قادة أمريكا الوسطى الآخرين بالتوقيع على اتفاقية إسكيبولاس للسلام،والتي وفرت في النهاية إطارًا لإنهاء الحروب الأهلية.

## روابط خارجية
- أزمة أمريكا الوسطى من الأرشيف الرقمي للشؤون الخارجية العميد بيتر كروغ